# Горова Ірина Анатоліївна
Ірина Анатоліївна Горова (до шлюбу Драган, нар. 20 грудня 1977, Київ, Українська РСР) —  українська продюсерка,  засновниця та CEO музичного лейблу Pomitni,  співзасновниця проєкту “На її основі”.

## Життєпис
Ірина народилася в Києві у родині державного службовця і вченого, викладача біології та генетики.
У дитинстві професійно займалася фігурним катанням, художньою гімнастикою і шахами (має юнацький розряд з шахів). 1994 року закінчила Спеціалізовану школу № 114 у Києві та поступила на економічний факультет КНУ ім. Шевченка. Того ж року одружилася з Юрієм Горовим. Першим місцем роботи став ресторан «Вечірній Київ», де пропрацювала з 1994 до 2000, пройшовши шлях від помічниці касира до головної бухгалтерки.
1997 року народила доньку Наталю. Після університету почала кар'єру у банківській сфері. В період шлюбу з Олексієм Потапенко (розлучені з 2014 року) і народження сина Андрія (2008) перейшла в шоу-бізнес. 2009 року з Олексієм створила продюсерський центр MOZGI Entertainment.
Членкиня клубу підприємців CEO Club Ukraine (з 2018 року).
З 2019 року виступає спікеркою на конференціях, тренінгах та семінарах. Входить до складу ради музичної премії YUNA.
Володарка професійних нагород за «Кращий менеджмент артиста» за версією премій M1 Music Awards (2015-2017) та YUNA (2017-2018).
В 2020 році Входить у рейтинг 33 успішні жінки України за версією Forbes.
З 2021 є співголовою робочої групи з концертної індустрії Ради з розвитку креативної індустрії при Кабінеті Міністрів України. 
2019 член правління Всеукраїнської асоціації музичних подій «ВАМП».
Членкиня наглядової ради українського агентства з авторських і суміжних прав «УААСП».
2021 Ірина Горова у топ-30 українок зі вражаючими успіхами в бізнесі за версією NV.  
У 2022 закінчує співпрацю з партнером та закриває MOZGI Entertainment.
У 2023 році Ірина Горова створює новий лейбл Pomitni, зберігши беккаталог та експертизу за 15 років, а також почавши дистрибуцію музичного продукту українських артистів. Компанія змінює модель роботи та стає лейблом відкритого типу, де кожен артист може залишатися незалежним, отримуючи сервісні послуги – окремі чи в комплексі. Першим артистом-партнером лейбла стала DOROFEEVA (сольний проєкт Наді Дорофєєвої). 
2024 року - членкиня ради CEO Club Ukraine, входить до GR комітету.
2024 Ірина Горова у рейтингу New Voice "топ-100 лідерів, які мають найбільший вплив на життя в Україні".
Липень 2024 Під патронатом Ірини Горової музичний лейбл Pomitni та мережа мультимаркетів Аврора запустили платформу для розвитку нових артистів – «На її основі».

## Кар'єра у банківській сфері
2000 року почала кар'єру в «Легбанк» (економістка у відділі по роботі з акціонерним капіталом / начальниця відділу по роботі з акціонерним капіталом / начальниця депозитарного відділу, до 2004 року).
З 2004 року працює в банку «Надра» (начальниця відділу по роботі з VIP клієнтами / начальниця управління по роботі з VIP клієнтами, до 2006 року). З 2006 року обіймала посаду начальниці управління розвитку, супроводу та контролю роздрібної торгівлі департаменту продажів в «Міжнародному Іпотечному Банку» (до 2011 року).

## Шоубізнес
У 2009 році спільно з Олексієм Потапенком заснувала продюсерський центр MOZGI Entertainment. Ірина Горова зайнялася управлінською та фінансовою стороною бізнесу. Першими артистами лейблу став гурт «Потап и Настя» (до 2017 року). У цей період Горова виступає у якості продюсерки телевізійного проєкту «Зірка + Зірка». У наступні роки в продюсерському центрі з'явилися нові артисти: гурт «Время и Стекло» (до 2020 року), гурт MOZGI, співачка Michelle Andrade, альтернативна співачка INGRET, хіп-хоп проєкт U_C.
З 2018 року Ірина Горова стала CEO і генеральним директором групи компаній MOZGI GROUP. З Потапом була співпродюсеркою комедій «Скажене Весілля», «Скажене Весілля 2» (у співпраці з FILM.UA). Займалася організацією концертів і була виконавчою продюсеркою кліпів.
З 2018 року стає CEO і генеральним директором групи компаній MOZGI GROUP.
З 2021 є співголовою робочої групи з концертної індустрії Ради з розвитку креативної індустрії при Кабінеті Міністрів України. 
2019 член правління Всеукраїнської асоціації музичних подій «ВАМП».
Серпень 2020 Членкиня наглядової ради українського агентства з авторських і суміжних прав «УААСП».
2021 Ірина Горова у топ-30 українок зі вражаючими успіхами в бізнесі за версією NV.  
У 2022 закінчує співпрацю з партнером та закриває MOZGI Entertainment.
У 2023 році Ірина Горова створює новий лейбл Pomitni, зберігши беккаталог та експертизу за 15 років, а також почавши дистрибуцію музичного продукту українських артистів. Компанія змінює модель роботи та стає лейблом відкритого типу, де кожен артист може залишатися незалежним, отримуючи сервісні послуги – окремі чи в комплексі. Першим артистом-партнером лейбла стала DOROFEEVA (сольний проєкт Наді Дорофєєвої). 
2024 Ірина Горова у рейтингу New Voice "ТОП-100 лідерів, які мають найбільший вплив на життя в Україні".
Липень 2024 За давньою мрією Ірини Горової - ”зробити музику з плейлистів доступною для широкої аудиторії”,  музичний лейбл Pomitni та мережа мультимаркетів Аврора запустили платформу  для розвитку нових артистів «На її основі». Серед напрямків платформи – радіо, музичні кемпи та гранти для розвитку нових музикантів.

## Освіта
- Спеціалізована школа № 114 (1984—1994)
- Київський національний університет імені Тараса Шевченка, спеціальність «Фінанси», спеціаліст (1994—1999)
- Києво-Могилянська бізнес школа, MBA (2019-2021[23].

## Сім'я
Мати, Драган Ольга Михайлівна, була заступницею начальника управління у Комісії з цінних паперів і фондового ринку України, працювала в Держкомісії з регулювання ринку фінансових послуг України. Батько, Драган Анатолій Іванович, працював на біологічному факультеті КНУ ім. Шевченка, пізніше продовжив викладацьку та наукову діяльність в США, працюючи в Johns Hopkins University і University of Maryland.
За наукові досягнення і викладання був відзначений преміями фонду Джона Сороса «Відродження», став лауреатом першої в незалежній Україні премії імені Ярослава Мудрого за цикл наукових робіт. Молодший брат, Драган Вадим Анатолійович, з 15 років навчався в Америці. Зараз працює у штаб-квартирі Amazon у Сіетлі, займається розробками у галузі штучного інтелекту Alexa.

## Відзнаки
- Володарка професійних нагород за «Кращий менеджмент артиста» за версією премій M1 Music Awards (2015-2017) та YUNA (2017-2018)
- 2020 Входить у рейтинг 33 успішні жінки України за версією Forbes.
- 2021 Ірина Горова у топ-30 українок зі вражаючими успіхами в бізнесі за версією NV[25]
- Входить у ТОП найвпливовіших українців за версією «New Voice»[26].